# 가장로 (화성 오산)
가장로(Gajang-ro)는 경기도 화성시 정남면에서 오산시 가수동까지 이르는 화성·오산시도로, 총 연장은 4.100 km이며, 지방도 제310호선의 일부를 이룬다.

## 역사
- 2008년 12월 19일 : 도로명으로 가장로를 고시

## 유래
이름이 유래된 것은 당 도로 구간 인근에 있는 대표 기업 명칭인 삼성전자를 이용하여 도로명이 부여되었다.

## 주요 경유지
- 화성시
  - 정남면 (수현리)
- 오산시
  - 가장동 - 서동 - 청학동 - 가수동

## 접촉하는 도로
- 만년로
- 서봉로
- 용수길
- 정남동로
- 가장산업서북로
- 가장산업북로
- 서부로
- 죽담로
- 장서로
- 수목원로
- 학동상로
- 학동로
- 우장로
- 감투2로
- 감투로
- 청학로
- 성호대로 (직결)

## 주요 건물 및 시설
- 카카오자동차운전전문학원 (가장로 439/가장동 119-1)
- 성애성구사 (가장로 458/가장동 123-1)
- 세진전자 (가장로 494/가장동 157-1)
- 가장슈퍼 (가장로 510/가장동 164-10)
- 현대오일뱅크 영일주유소 (가장로 524/가장동 34-2)
- 대상주식회사 (가장로 595-66/궐동 415-1)
- 노틀담수녀원 (가장로 709/청학동 73-1)
- 천주교오산성당 (가장로 727/청학동 73-10)
- 쌍용빌라 (가장로 727-6/청학동 77-11)
- 토종골 (가장로 729/청학동 77-10)
- 청학연립 (가장로 739/청학동 183, 가장로 741/청학동 191-8)
- 제일건설 (가장로 763/가수동 293-2)
- 단지가구 (가장로 773/가수동 297-1)